# Liga Nacional de Futsal 2002
Die Liga Nacional de Futsal 2002 war die siebte Spielzeit einer brasilianischen Futsalliga, der Liga Nacional de Futsal. Sie wurde vom Confederação Brasileira de Futsal ausgerichtet.

## Modus
Der Wettbewerb wurde in vier Phasen ausgetragen, zwei Vorrunden sowie Halb- und Finalspiele. In der ersten Runde traten die Klub jeweils einmal gegeneinander an. Es qualifizierten sich zehn für die zweite Runde. Hier wurden in zwei Gruppen zu je fünf Klubs die Halbfinalisten ausgespielt. Jeweils die beiden besten einer Gruppe zogen ins Finale ein.

## Teilnehmer
- CER Atlântico
- EC Banespa
- Associação Carlos Barbosa de Futsal
- Grêmio Barueri
- Universidade de Rio Verde (Fesurv)
- Goiás EC
- AD Jaraguá
- Londrina EC
- Minas Tênis Clube
- FC Santos
- SC Ulbra
- Universidade de Caxias do Sul (UCS)

## 1. Runde
|           | Atlântico | Banespa | Barbosa | Barueri | Fesurv | Goiás | Jaraguá | Londrina | Minas | Santos | Ulbra | UCS |
| --------- | --------- | ------- | ------- | ------- | ------ | ----- | ------- | -------- | ----- | ------ | ----- | --- |
| Atlântico | –         |         |         | 5:1     |        |       | 4:2     | 4:1      |       | 7:4    | 3:3   | 7:5 |
| Banespa   |           | –       |         | 7:1     |        |       | 3:3     | 2:1      |       | 2:1    | 6:6   | 3:3 |
| Barbosa   |           |         | –       | 3:3     |        |       | 6:1     | 6:1      |       | 6:2    | 5:2   | 5:0 |
| Barueri   | 1:1       | 2:4     | 3:3     | –       | 6:0    | 1:4   |         |          | 2:1   |        |       |     |
| Fesurv    |           |         |         | 5:5     | –      |       | 4:4     | 1:2      |       | 4:1    | 4:4   | 8:4 |
| Goiás     |           |         |         | 6:6     |        | –     | 4:4     | 2:3      |       | 3:2    | 6:6   | 4:4 |
| Jaraguá   | 1:1       | 6:3     | 3:2     |         | 7:2    | 7:3   | –       |          | 5:3   |        |       |     |
| Londrina  | 2:0       | 1:1     | 6:5     |         | 7:6    | 1:2   |         | –        | 0:4   |        |       |     |
| Minas     |           |         |         | 1:0     |        |       | 3:3     | 0:2      | –     | 7:2    | 5:7   | 0:1 |
| Santos    | 1:1       | 3:3     | 1:4     |         | 4:3    | 4:4   |         |          | 3:4   | –      |       |     |
| Ulbra     | 2:2       | 3:3     | 4:3     |         | 3:1    | 3:2   |         |          | 3:6   |        | –     |     |
| UCS       | 5:1       | 3:1     | 6:1     |         | 5:0    | 4:3   |         |          | 5:2   |        |       | –   |

## 2. Runde

### Gruppe A
|           | Atlântico | Banespa | Barbosa | Goiás | Minas |
| --------- | --------- | ------- | ------- | ----- | ----- |
| Atlântico | –         | 2:2     | 2:1     | 2:2   | 4:4   |
| Banespa   | 2:1       | –       | 3:3     | 1:0   | 2:3   |
| Barbosa   | 9:3       | 1:4     | –       | 0:2   | 2:3   |
| Goiás     | 5:2       | 3:2     | 4:1     | –     | 3:2   |
| Minas     | 7:0       | 7:5     | 4:4     | 6:5   | –     |

### Gruppe B
|          | Barueri | Jaraguá | Londrina | Ulbra | UCS |
| -------- | ------- | ------- | -------- | ----- | --- |
| Barueri  | –       | 1:3     | 5:2      | 2:3   | 4:2 |
| Jaraguá  | 3:2     | –       | 9:1      | 1:1   | 2:0 |
| Londrina | 0:1     | 4:2     | –        | 3:3   | 4:6 |
| Ulbra    | 2:0     | 3:2     | 2:2      | –     | 3:2 |
| UCS      | 1:1     | 4:1     | 3:1      | 4:1   | –   |

## Finalrunde

### Turnierplan
|  | Halbfinale        | Halbfinale |                   |          | Finale | Finale |
|  |                   |            |                   |          |        |        |
|  |                   |            |                   |          |        |        |
|  | AD Jaraguá        | 3 / 6      |                   |          |        |        |
|  | Minas Tênis Clube | 2 / 3      |                   |          |        |        |
|  |                   |            | Minas Tênis Clube | 4 / 2    |        |        |
|  |                   |            |                   | SC Ulbra | 7 / 4  |        |
|  | Goiás EC          | 3 / 4      |                   |          |        |        |
|  | SC Ulbra          | 9 / 4      |                   |          |        |        |
|  |                   |            |                   |          |        |        |

### Halbfinale
| Datum    |            | Gesamt |                   | Hinspiel | Rückspiel |
| -------- | ---------- | ------ | ----------------- | -------- | --------- |
| 6./13.7. | AD Jaraguá | 5:6    | Minas Tênis Clube | 3:3      | 2:3       |
| 8./15.7. | Goiás EC   | 7:13   | SC Ulbra          | 3:9      | 4:4       |

### Finale
| Datum     |          | Gesamt |                   | Hinspiel | Rückspiel |
| --------- | -------- | ------ | ----------------- | -------- | --------- |
| 22./27.7. | SC Ulbra | 11:6   | Minas Tênis Clube | 7:4      | 4:2       |